# 双極性星雲

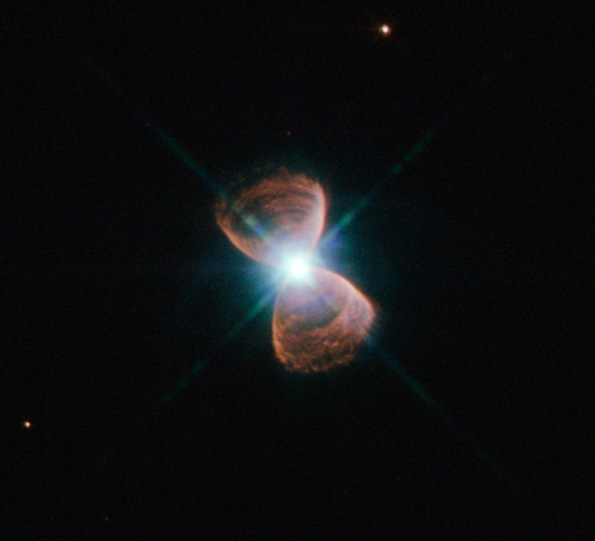
双極性惑星状星雲PN Hb 12

双極性星雲(Bipolar nebula)は、軸対称な1対のローブを持つように見える星雲である。
全てではないが多くの惑星状星雲では、双極性の構造が観測される。恐らく、2種類の星雲が相互作用し、進化の過程で一方が他方に優先するようになったものであろうと考えられている。

## 形成
この星雲の構造の正確な起源は分かっていないが、恒星が両極に沿って高エネルギーの流れを噴き出す双極流出(Bipolar outflow)として知られる物理過程と関連があると考えられている。ある理論では、これらの流出が恒星の周りの物質と衝突するとする。

## 例

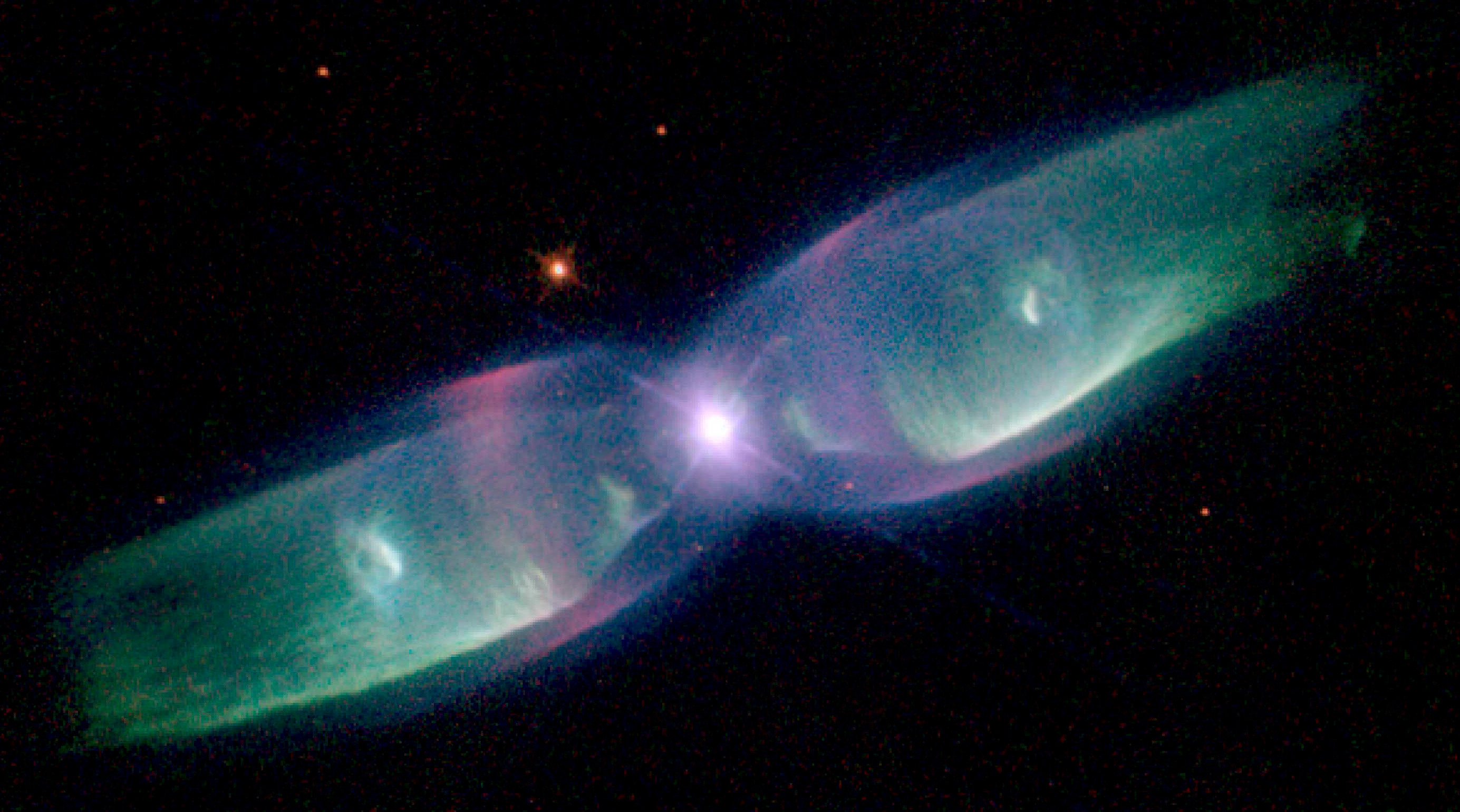
惑星状星雲M2-9

- りゅうこつ座η星の周りの人形星雲[2][3][4][5]
- ハッブル5[6]
- M2-9[7][8][9]
- ひょうたん星雲(腐った卵星雲)[10][11][11][12][13]
- Mz 3[14][15][16]
- 卵星雲[17][18][19][20]
- 赤い長方形星雲[21][22][23]
- 砂時計星雲[24][25][26][27][28]
- Southern Crab Nebula[29][30][31]
- ブーメラン星雲[32][33][34][35][36]
- NGC 2346[37]